# 1972 aux échecs
| Années des échecs : 1969 - 1970 - 1971 - 1972 - 1973 - 1974 - 1975    |
| Décennies des échecs : 1940 - 1950 - 1960 - 1970 - 1980 - 1990 - 2000 |

Cet article présente les faits marquants de l'année 1972 aux échecs.

## Événements majeurs
Bobby Fischer remporte le Championnat du monde d'échecs 1972 à Reykjavik.

## Championnats nationaux
- Argentine : Héctor Rossetto remporte le championnat[1],[2]. Chez les femmes, pas de championnat.
- Autriche : Pas de championnat[3]. Chez les femmes, Wilma Samt s’impose[4].
- Belgique : Robert Wilaert remporte le championnat[5]. Chez les femmes, pas de championnat [6].
- Brésil: Eugenio German remporte le championnat[7]. Chez les femmes, c’est Ruth Volgl Cardoso qui s’impose.
- Canada : Peter Biyiasas remporte le championnat[8].
- Écosse : G Bonner remporte le championnat[9].
- Espagne : Fernando Visier remporte le championnat[10]. Chez les femmes, c’est Pepita Ferrer qui s’impose[11].
- États-Unis : Robert Byrne, Sammy Reshevsky et Lubomir Kavalek remportent le championnat[12]. Chez les femmes, Eva Aronson et Marilyn Koput s’imposent[13].
- Finlande: Kaarle Ojanen remporte le championnat[14].
- France : Aldo Haik remporte le championnat [15]. Chez les femmes, pas de championnat[16].
- Inde : Manuel Aaron remporte le championnat[17].
- Iran : Kamran Shirazi remporte le championnat[18].

- Pays-Bas : Genna Sosonko remporte le championnat [19]. Chez les femmes, c’est Rie Timmer qui s’impose.
- Pologne : Krzysztof Pytel remporte le championnat[20].
- Royaume-Uni : Brian Eley remporte le championnat[21].

- Suisse : Heinz Schaufelberger remporte le championnat [22]. Chez les dames, c’est Carla Wettstein qui s’impose[23].
- RSS d'Ukraine : Lev Alburt remporte le championnat[24],[25], dans le cadre de l’U.R.S.S.. Chez les femmes, Olga Andreïeva s’impose[26].
- République fédérative socialiste de Yougoslavie : Borislav Ivkov remporte le championnat[27],[28]. Chez les femmes, Katarina Jovanović s’impose.

## Naissances
- Alexeï Chirov
- Vadim Milov
- Loek van Wely

## Nécrologie
- 9 février : Victor Soultanbeieff (en)
- 20 mars : Gueorgui Lissitsine
- 23 mai : Ottilie Stibaner (en)
- 27 mai : Kazimierz Makarczyk
- 25 juin : Adolf Kraemer
- 23 juillet : George Alan Thomas
- 14 août : Gertrud Nüsken (en)
- 4 octobre : Kenneth Harkness (en)
- 26 octobre : Mary Bain
- 30 octobre : Jerzy Lewi (en)
- 28 décembre : Gedali Szapiro (en)